# Jedľové Kostoľany
Jedľové Kostoľany este o comună slovacă, aflată în districtul Zlaté Moravce din regiunea Nitra. Localitatea se află la altitudinea de 394 m deasupra n.m., se întinde pe o suprafață de 27,29 km2 și în 2017 număra 908 locuitori.

## Istoric
Localitatea Jedľové Kostoľany este atestată documentar din 1075.

## Demografie
| An:                | 1994 | 2004   | 2014   | 2024   |
| ------------------ | ---- | ------ | ------ | ------ |
| Număr de persoane: | 1079 | 1011   | 922    | 871    |
| Diferență:         |      | −6,30% | −8,80% | −5,53% |

| An:                | 2023 | 2024   |
| ------------------ | ---- | ------ |
| Număr de persoane: | 879  | 871    |
| Diferență:         |      | −0,91% |